# Georg von Köller

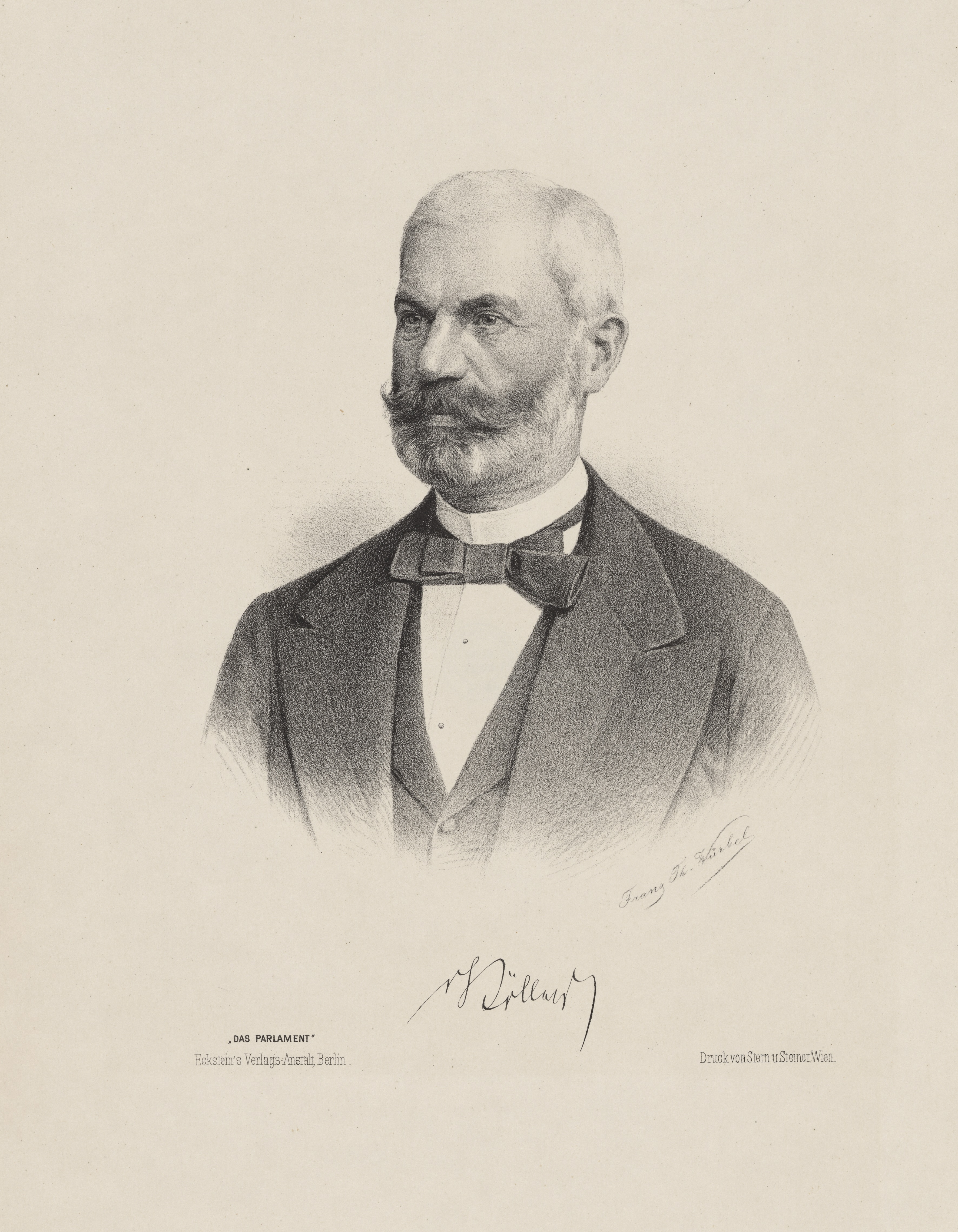
Georg von Köller

Georg Ernst Maximilian von Köller (* 17. Februar 1823 in Jasenitz; † 12. März 1916 in Kantreck) war ein deutscher Verwaltungsjurist und Gutsherr im Königreich Preußen. Er saß im Preußischen Staatsrat und war 18 Jahre lang Präsident des Preußischen Abgeordnetenhauses.

## Leben
Er entstammte der pommerschen Adelsfamilie Köller und war ein Sohn des pommerschen Generallandschaftsdirektors Matthias von Köller und dessen Ehefrau Juliane Mathilde geb: von Wedel (1803–1859).
Köller studierte ab 1841 an der Ruprecht-Karls-Universität und wurde im Jahr darauf Mitglied des Corps Saxo-Borussia Heidelberg. Als Inaktiver wechselte er 1844 an die Friedrich-Wilhelms-Universität zu Berlin. Von 1850 bis 1868 war er Landrat des Kreises Cammin i. Pom.
Für den Wahlbezirk Stettin 6 (Greifenberg) saß er von 1866 bis 1903 im Preußischen Abgeordnetenhaus. Bis 1874 war er Erster Vizepräsident dieser Kammer und von 1879 bis 1897 ihr Präsident. Anfangs schloss sich Köller der Konservativen Partei an, dann den Neukonservativen, um schließlich eine Zeitlang keiner Fraktion anzugehören. Zuletzt kehrte er bis zur Aufgabe seines Mandats zu den Konservativen zurück.

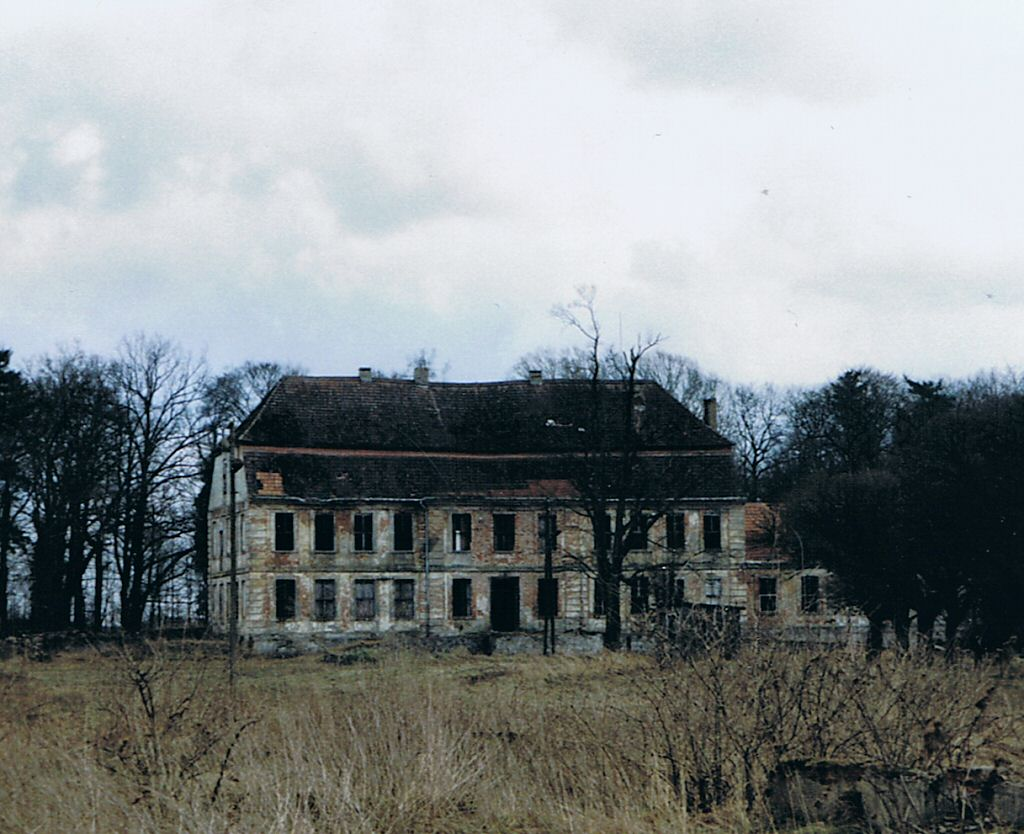
Das bereits ruinöse Gutshaus Kantreck 2003

Köller war ferner von 1876 bis 1906 Vorsitzender des Pommerschen Provinziallandtags. Als er Staatsrat wurde, schied Köller aus der Zweiten Kammer aus. Er bewirtschaftete das Rittergut Kantreck, früher Cantreck genannt, im  Kreis Cammin, Regierungsbezirk Stettin. Außerdem war er Gutsherr auf Siegelkow, Schwanteshagen, Lütmannshagen, Dischenhagen, Hammer und anderen.  Seine Gutsbezirke hatten um 1911 eine Gesamtfläche von 6300 Hektar.

## Veröffentlichungen
- Statistische Darstellung des Camminer Kreises – Geschrieben im Winter 1865/66, Behrendt, Cammin in Pommern 1867.

## Familie
Er heiratete am 21. Dezember 1847 Halberstadt Ida Marie von Wurmb (1825–1892), die Tochter des Generalmajors Ludwig von Wurmb (1788–1855) und der Adelaide von Kleist (1794–1854) (Tochter von Franz Alexander von Kleist). Aus der Ehe ging die Tochter Julie (1859–1942) hervor, die Leo Karl Friedrich Wilhelm von Ploetz (1848–1915) auf Stuchow und Quilow ehelichte.
Sein jüngerer Bruder Ernst von Köller (1841–1928) war 1894/95 preußischer Innenminister, 1897–1901 Oberpräsident der Provinz Schleswig-Holstein und danach bis 1908 Staatssekretär im Ministerium für Elsaß-Lothringen.

## Ehrungen
- Charakter als Wirklicher Geheimer Rat
- Schwarzer Adlerorden